# Santa Ana (Cap Verd)
Santa Ana és una vila al sud de l'illa de Santiago a l'arxipèlag de Cap Verd. Està situada a 9 kilòmetres al nord-oest de Cidade Velha.